# Park So-dam
Đây là một tên người Triều Tiên, họ là Park.
Park So-dam (sinh ngày 8 tháng 9 năm 1991) là một nữ diễn viên Hàn Quốc. Cô được nhiều người biết đến vào năm 2015 nhờ vai nữ sinh bị quỷ ám trong Mục sư và vai Eun Ha-won trong bộ phim truyền hình Hàn Quốc Lọ Lem và bốn chàng hiệp sĩ. Cô được khán giả quốc tế biết đến với vai diễn Kim Ki-jung trong Ký sinh trùng bộ phim châu Á đầu tiên đạt giải Oscar tại hạng mục phim hay nhất, bộ phim cũng đạt được giải Cành cọ vàng tại Liên hoan phim Cannes 2019. Năm 2020, cô tham gia đóng chính cho bộ phim truyền hình của đài tvN Ký sự thanh xuân.

## Sự nghiệp
Khi Park So-dam học cấp ba, cô đã xem vở nhạc kịch Grease và có hứng thú với diễn xuất. Khi còn học đại học, Park bắt đầu sự nghiệp bằng cách chuyển sang làm phim độc lập sau khi bị từ chối trong khoảng mười bảy buổi thử vai. Được biết đến như một diễn viên xuất sắc trong điện ảnh độc lập, Park đóng vai chính trong Học viện Nghệ thuật Điện ảnh Hàn Quốc Ingtoogi: Battle of the Internet Trolls và indie Steel Cold Winter, phần sau đã gây chú ý khi được công chiếu tại Liên hoan phim quốc tế Busan. Cô cũng tham gia một số vai trong các tựa phim như Scarlet Innocence và The Royal Tailor.